# Cmentarz wojenny nr 82 – Męcina Wielka
Cmentarz wojenny nr 82 – Męcina Wielka – cmentarz z I wojny światowej znajdujący się we wsi Męcina Wielka, w województwie małopolskim, w powiecie gorlickim, w gminie Sękowa, zaprojektowany przez Hansa Mayra. Jeden z ponad 400 zachodniogalicyjskich cmentarzy wojennych zbudowanych przez Oddział Grobów Wojennych C. i K. Komendantury Wojskowej w Krakowie.

## Opis
Cmentarz znajduje się przy drodze w sąsiedztwie cmentarza parafialnego. Zachowany i utrzymany jest w bardzo dobrym stanie. Zajmuje powierzchnię około 485 m². Cmentarz otoczony jest ogrodzeniem z kamiennymi słupkami połączonymi rurami gazowymi. Na jego obszarze znajduje się oryginalny rosyjski krzyż centralny projektu Hansa Mayra. Nagrobki w formie krzyży: łacińskich żeliwnych z datą 1915, dwuramiennych żeliwnych oraz dwuramiennych z prętów żelaznych na betonowych cokolikach.
Znajdują się na nim 24 groby pojedyncze oraz 17 zbiorowych. Pochowano w nich 96 żołnierzy poległych 2–3 maja 1915 roku:
- 71 Rosjan m.in. z 34 Sjewskiego Pułku Piechoty i 35 Briańskiego Pułku Piechoty,
- 27 lub 25 Austriaków m.in. z 10 LIR.

## Galeria

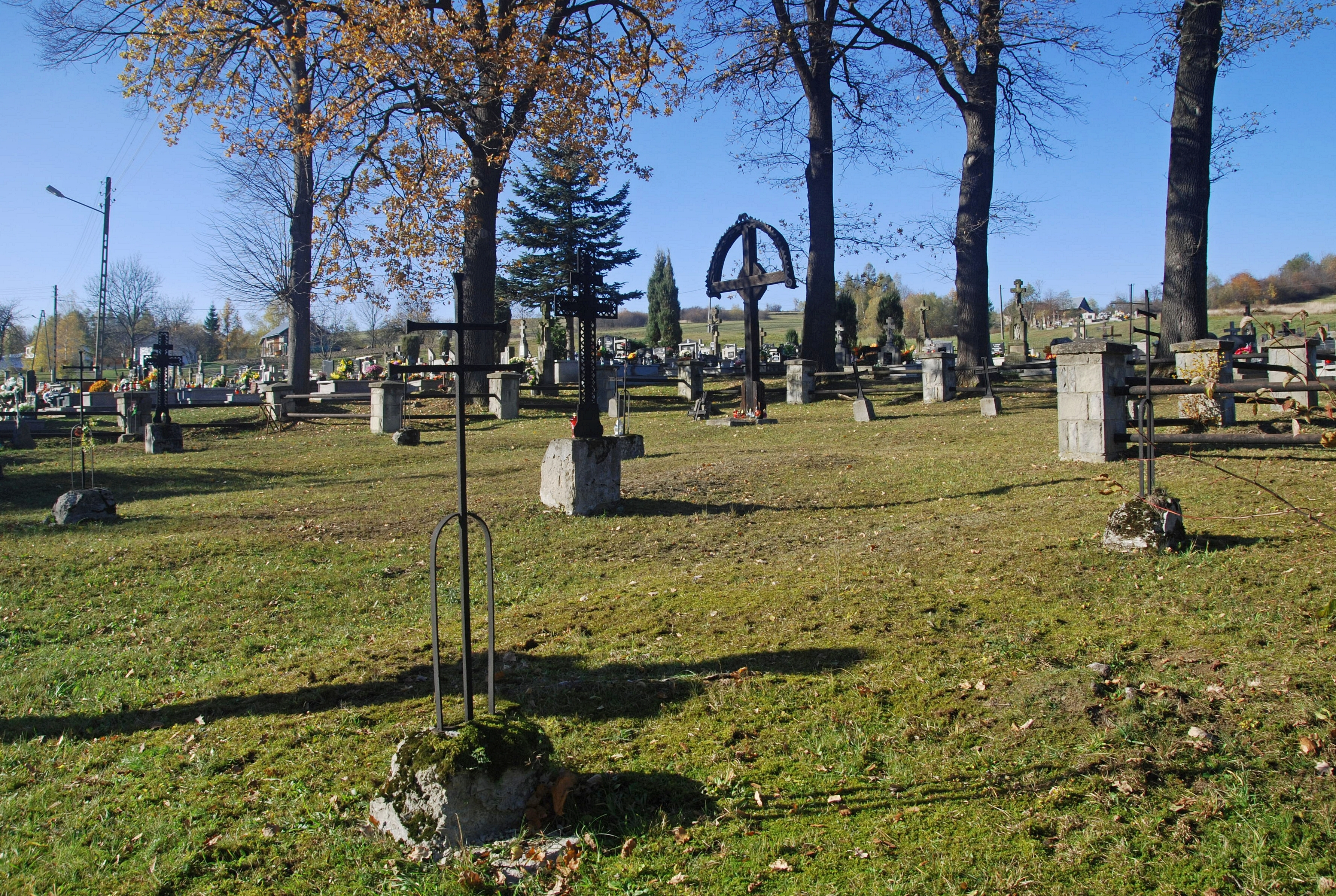
Fragment cmentarza
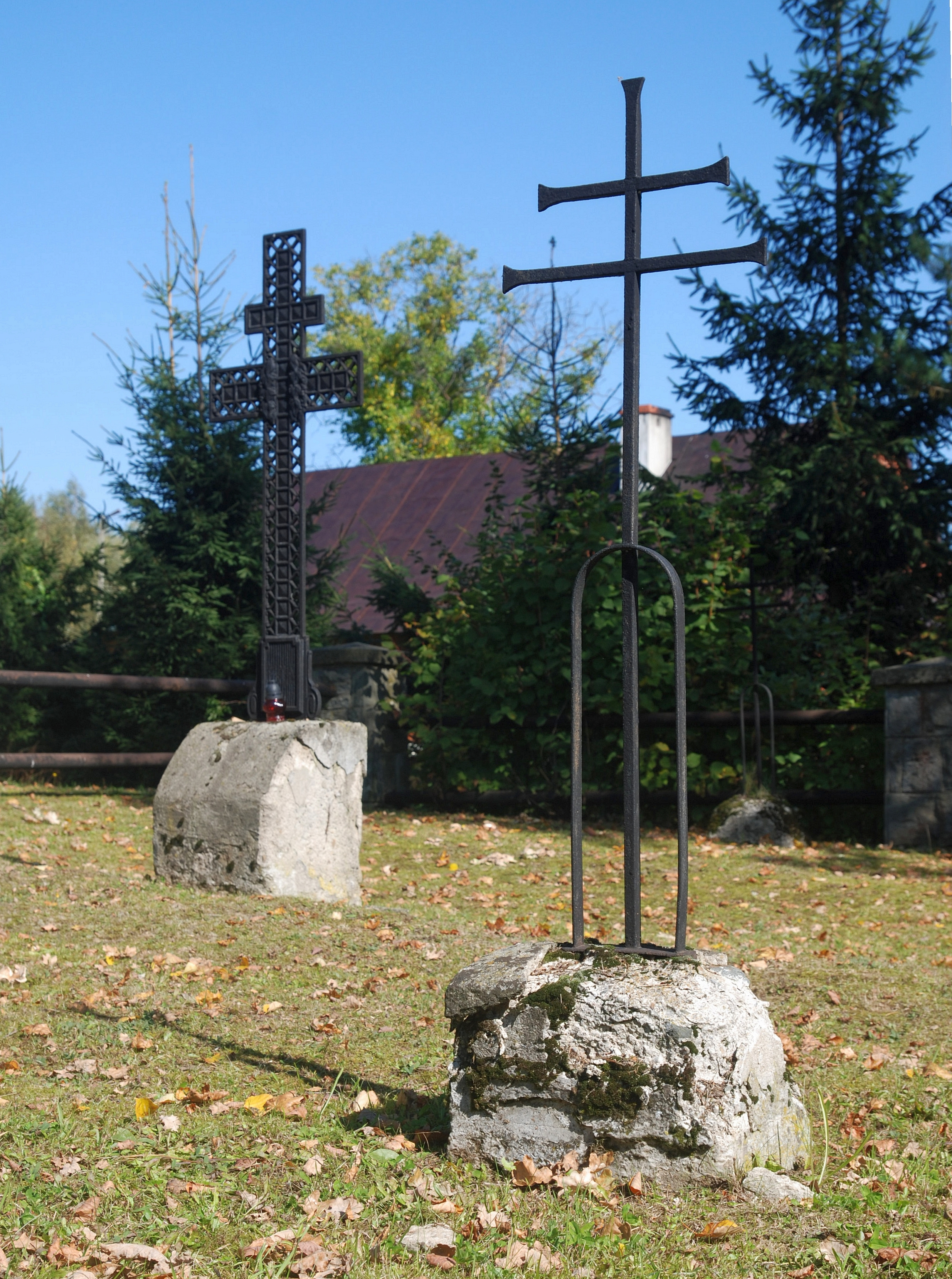
Krzyże dwuramienne
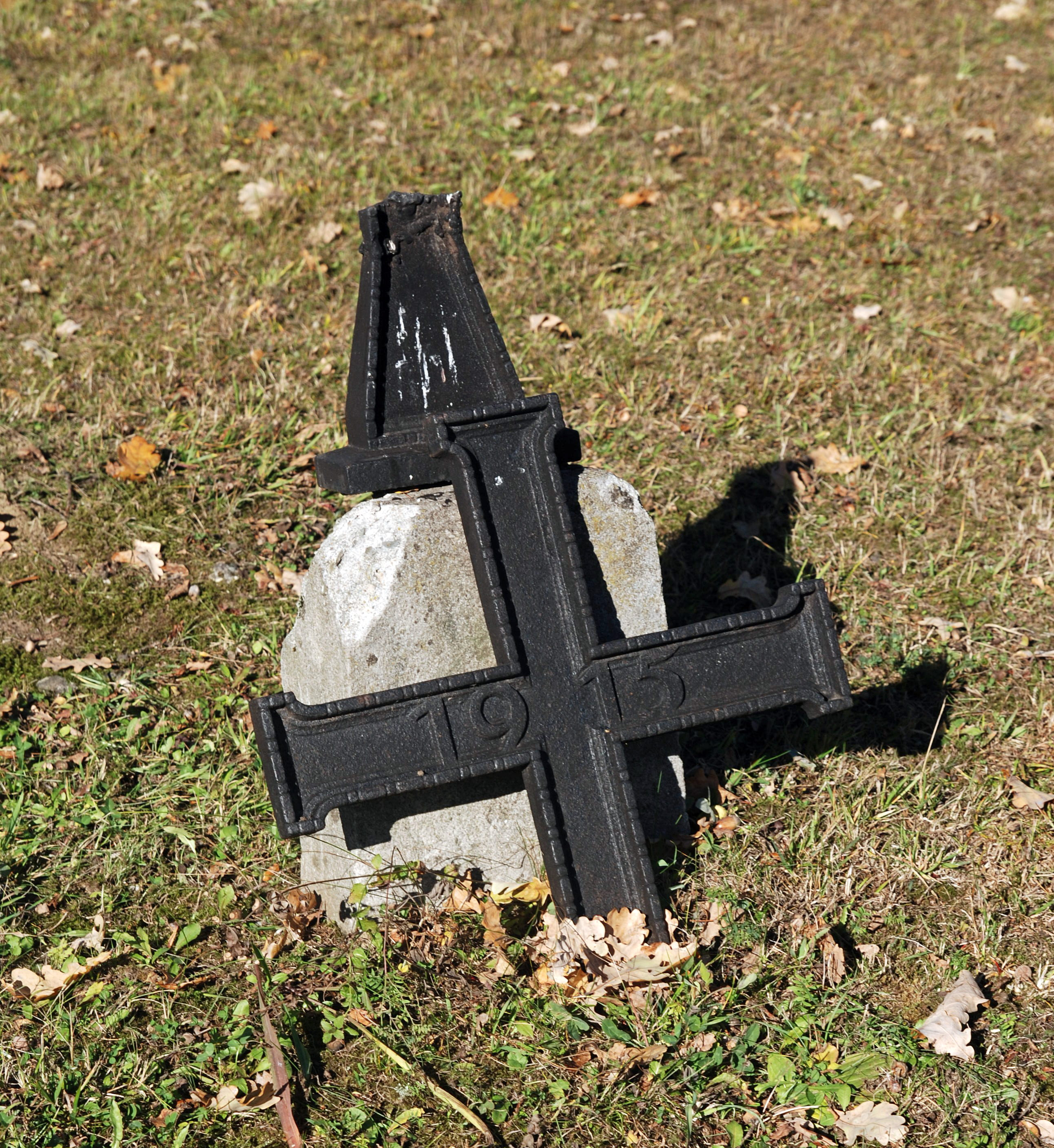
Łaciński krzyż Mayra
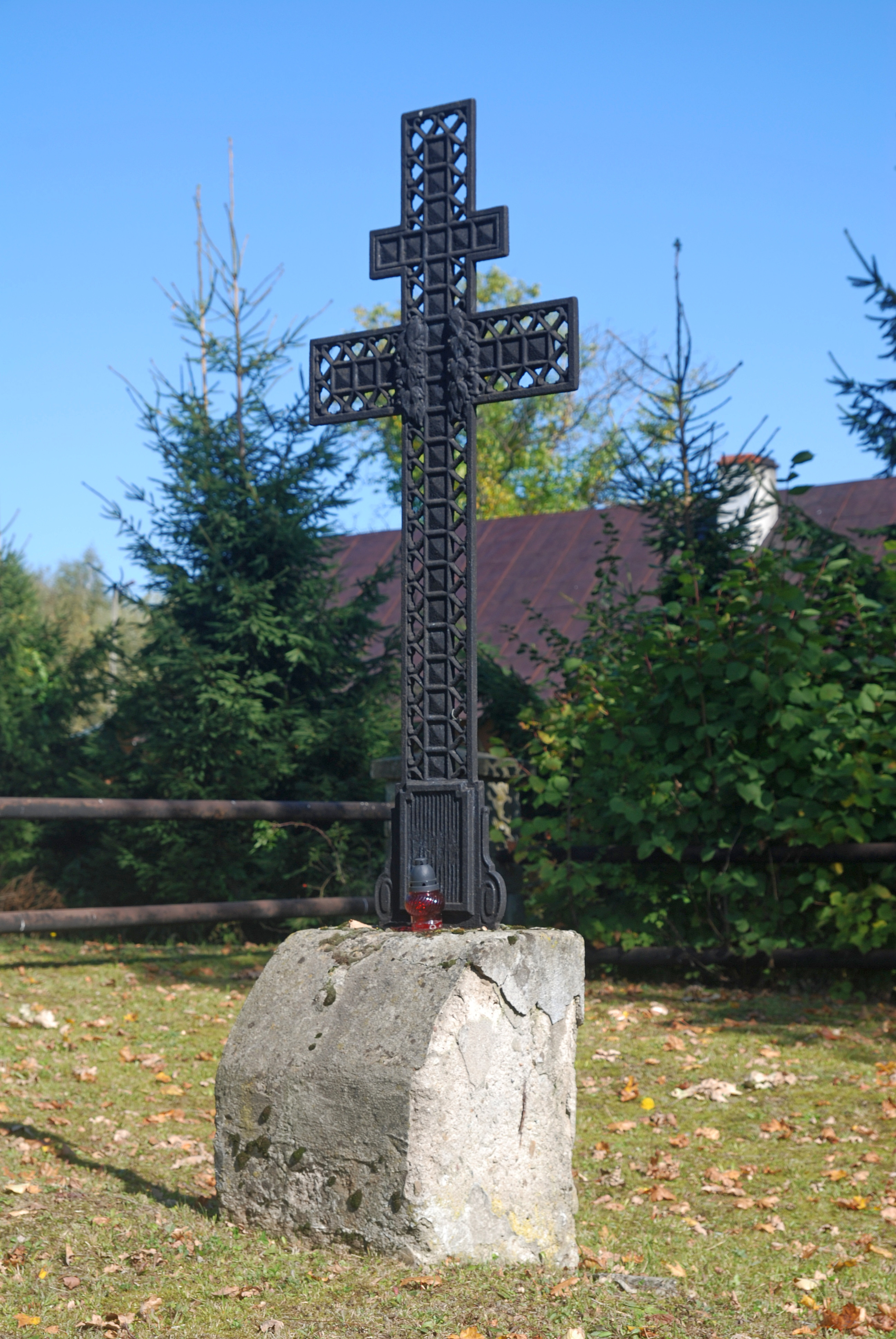
Rosyjski krzyż Ludwiga
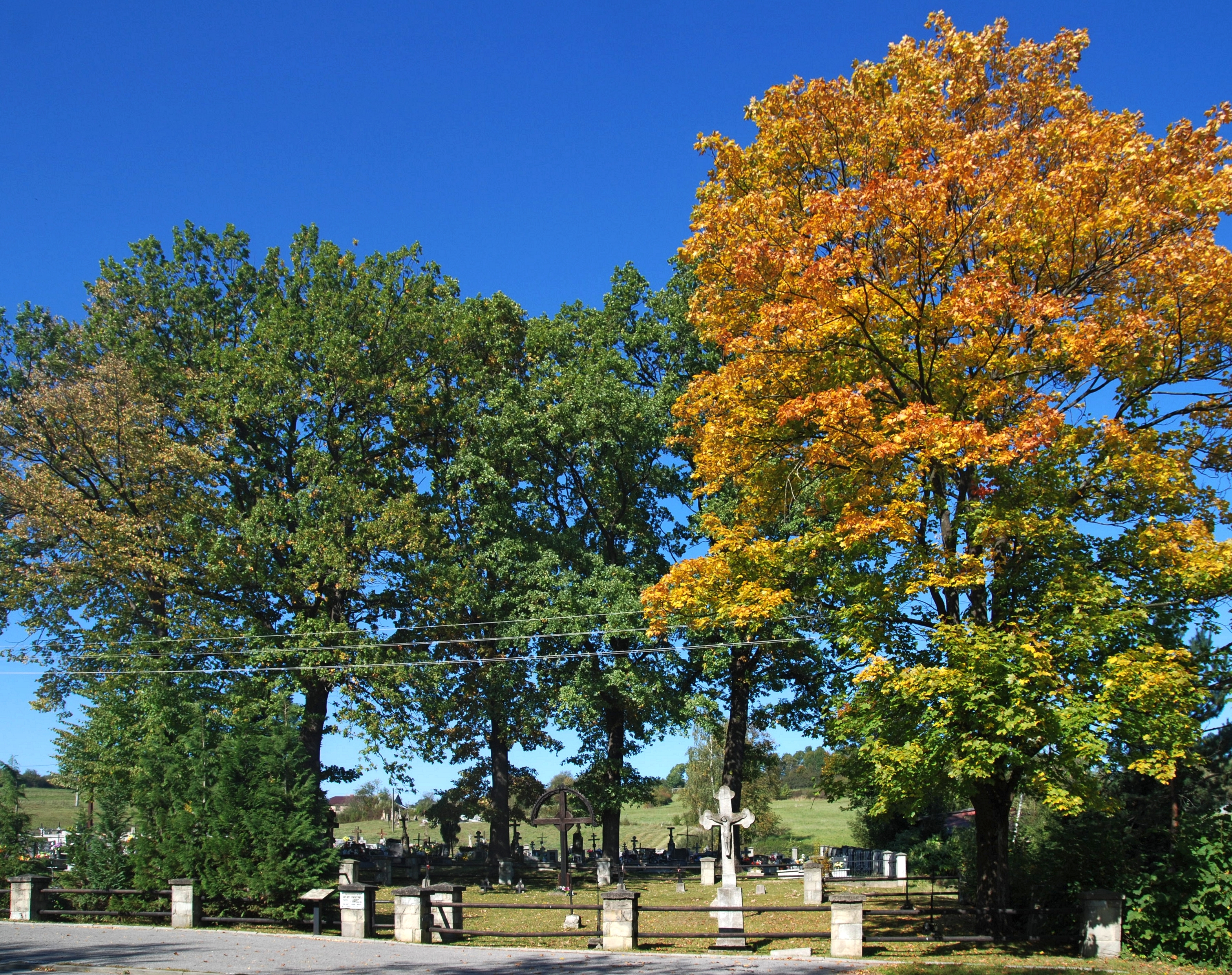
Widok ogólny
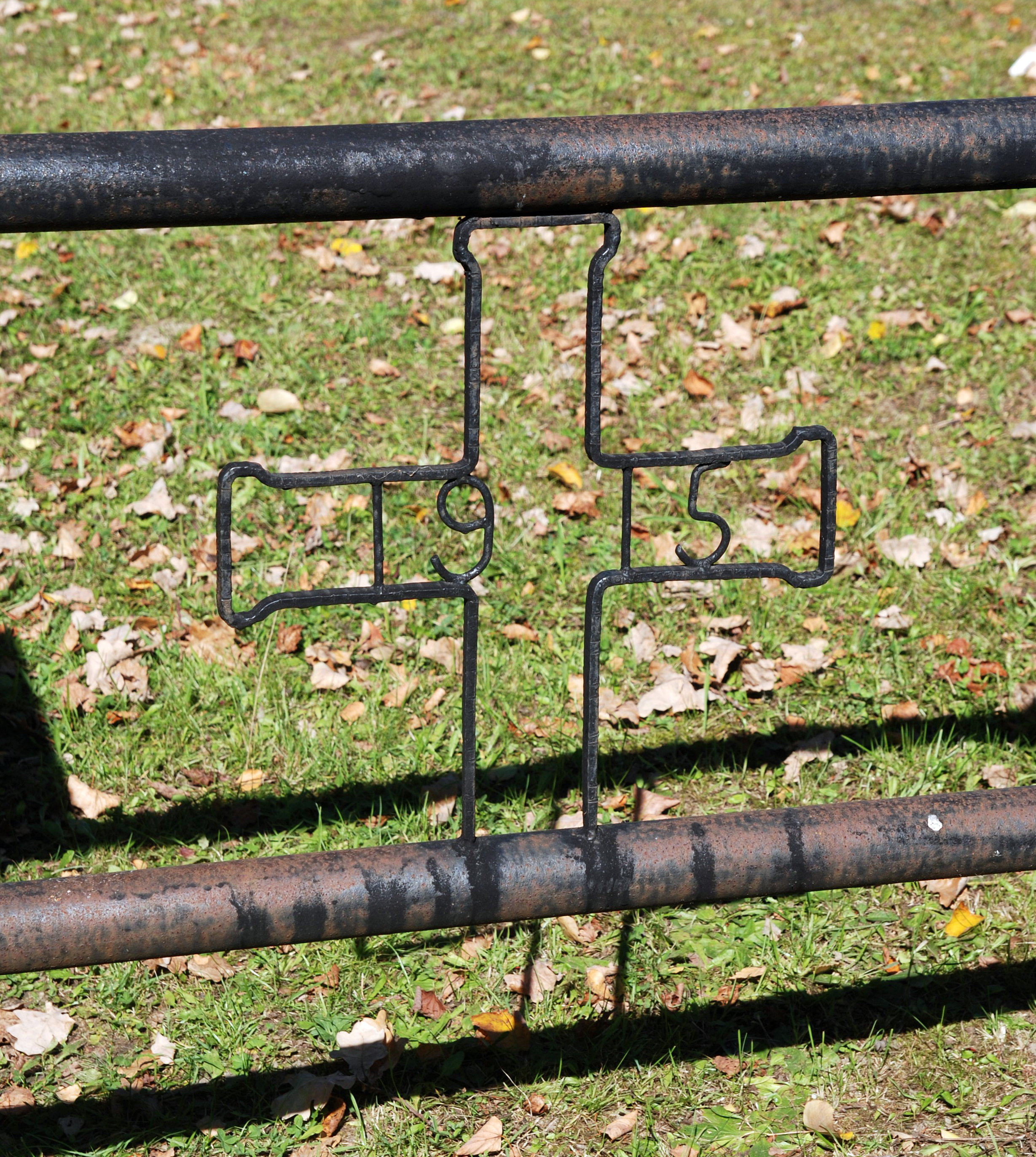
Fragment ogrodzenia